# За задумом Божим
«За задумом Божим» (ісп. Como Dios manda; англ. How to Become a Modern Man) — іспанський фільм 2023 року в жанрі комедії виробництва Atresmedia Cine, Áralan Films та Como Dios manda la película AIE, знятий Пасом Хіменесом за сценарієм Марти Санчес, у якому головні ролі виконали Лео Гарлем, Марія Моралес, Деніел Перес Прада й Стефані Маньєн.

## Сюжет
У центрі сюжету — Андрес Куадрадо, середньостатистичний расист, мачист, ЛГБТ-фоб, «людина порядку», якого в покарання за його фанатичну поведінку понизили з посади державного службовця в Міністерстві фінансів до Міністерства рівності, де він намагається впоратися з різноманітнішим робочим середовищем під керівництвом нової начальниці Лурдес і пройти ціннісне переосмислення.

## Акторський склад
- Лео Гарлем — Андрес Куадрадо.[4]
- Марія Моралес — Лурдес.[4]
- Даніель Перес Прада — Мартін.[4]
- Стефані Магнін — Ана.[4]
- Марібель Салас.[4]
- Хуліан Вільяґран — Віктор.[4]
- Маріола Фуентес.[6]
- Сантьяго Уґальде.[4]
- Пепін Тре.[4]

## Виробництво
Фільмування кінострічки проходили в місті Севілья та Малага в Іспанії.

## Прем'єра
Фільм був представлений 18 березня 2023 року на 26-му кінофестивалі в Малазі поза конкурсом як фільм закриття фестивалю. Дистриб'ютором фільму виступила компанія Warner Bros. Pictures España, 2 червня 2023 року фільм вийшов у кінотеатральний прокат в Іспанії.

## Огляди
Хав'єр Оканья з Cinemanía оцінив фільм у 2,5 зірки, вважаючи, що, хоча на початку стрічка затягує «несвіжими мізансценами», «більш динамічна режисура, підсилена гарною атмосферою та (втраченою) дугою спокути», залишає посмішку в останньому відрізку.
Мануель Х. Ломбардо з Diario de Sevilla оцінив фільм на 2 з 5 зірок, вважаючи, що «соціологічна сатира здута і пом'якшена на користь добрих намірів, заплутаної моралі та сімейного дискурсу».
Екайц Ортеґа з HobbyConsolas оцінив фільм у 42 бали («погано»), вважаючи, що це «фільм, який намагається вивчити та посміятися над різними поглядами на суспільство, від традиційних до більш прогресивних», але при цьому зберігає цілу низку стереотипів.